# ایوان کوترونئو
ایوان کوترونئو (ایتالیایی: Ivan Cotroneo؛ زادهٔ ۲۱ فوریهٔ ۱۹۶۸) نویسنده، کارگردان فیلم و فیلم‌نامه‌نویس اهل ایتالیا است. وی از سال ۱۹۹۷ میلادی تاکنون مشغول فعالیت بوده‌است.
از فیلم‌هایی که وی در آن‌ها نقش داشته‌است، می‌توان به من عشق هستم و دردسرسازان اشاره نمود.